# Conepatus amazonicus
El zorrino del nordeste de Brasil (Conepatus amazonicus) es una especie del género Conepatus, ubicado en la familia de los mefítidos. Habita en sabanas y bosques abiertos en regiones cálidas del nordeste de Sudamérica. Localmente es denominada comúnmente ticaca, gambá, cangambá, jeritataca, etc. 

## Taxonomía
Descripción original
Esta especie fue descrita originalmente en el año 1838 por el explorador, naturalista, médico y zoólogo germano Martin Hinrich Carl Lichtenstein.
Localidad y ejemplar tipo
La localidad tipo referida por su descriptor es: “habita en la región del río Amazonas”. El colector, Mawe (Mauve), fue un viajero que recorrió los estados brasileños de Ceará, Maranhão y Pará. Como el área drenada por el río Amazonas es extremamente amplia, se encontró conveniente restringir la localidad tipo a otra de su extensa distribución: “Sitio Barreiros, municipio de São Benedito, estado de Ceará, Brasil”, ya que de dicha localidad existe material (bajo el código MN 29990 —neotipo—) depositado en el Museo Nacional, ubicado en la ciudad de Río de Janeiro, Brasil.
Etimología
Etimológicamente, el término genérico Conepatus deriva de la palabra del antiguo mexicano ‘conepatl’ o ‘conepate’, con el cual posiblemente denominaban los nativos a estos animales. El epíteto específico amazonicus es un topónimo que refiere a la región de donde habría sido colectado originalmente: en una parte de la cuenca amazónica.

### Historia taxonómica
Las poblaciones que integran Conepatus amazonicus fueron tradicionalmente incluidas con estatus de subespecie dentro de C. semistriatus, la cual se consideraba distribuida desde México hasta el nordeste de Brasil.
Sin embargo, las poblaciones de C. semistriatus cubren el noroeste de Sudamérica hasta Colombia y el oeste de Venezuela estando separadas de los zorrinos del nordeste de Brasil por las Guayanas, el este de Venezuela y las áreas inferiores y centrales de la región amazónica, todas ellas son zonas donde no habita el género.
En el año 2013, un estudio efectuado por Mauro I. Schiaffini, Magalí Gabrielli, Francisco J. Prevosti, Yamila P. Cardoso, Diego Castillo, Roberto Bo, Emma Casanave y Marta Lizarralde, encontró que análisis filogenéticos que utilizaron marcadores de ADNmt (Cytb, COI, CR) recuperaron secuencias de un espécimen de México (donde se ubica la localidad típica de C. semistriatus), la cual se situaba en un clado distinto respecto a secuencias de especímenes de localidades de América del Sur con las que se trabajó, incluyendo individuos del Cerrado y Caatinga brasileños (estados de Goiás, Minas Gerais y Piauí), indicando que estos no pertenecen a la misma especie que la mexicana. Con las evidencias acumuladas, ese mismo año Anderson Feijó y Alfredo Langguth concluyeron que era menester escindir de C. semistriatus a las poblaciones nordestinas brasileñas y adscribirlas al nombre disponible al que le correspondía la prioridad, C. amazonicus (Lichtenstein, 1838), por lo que se elevó la subespecie regional al nivel de especie plena. Este tratamiento taxonómico fue el que se siguió en la lista de mamíferos de Brasil, publicada en el año 2020.

## Descripción
Conepatus amazonicus es un zorrino de tamaño mediano (328 mm de longitud de la cabeza más el cuerpo). La coloración dominante es negra en las extremidades, hocico y cuerpo, sobre este contrastan dos anchas franjas blancas que exhibe en el dorso (las que pueden variar en ancho y largo), que se unen anteriormente y extienden por la cabeza, llegando hasta la base de la cola o hasta la región anterior a la grupa. El pelo de la cabeza es corto; el rinario está contorneado por largas vibrisas. Las orejas son relativamente cortas y tienen un mechón de pelo blanco en la base del borde posterior. La cola mide 182 mm; es densamente vellosa, con pelos más largos que los del dorso, los que tienen un color negro en el primer tercio basal, siendo los del resto de color blanco y mayor longitud, extendiéndose hasta la punta de la cola, mezclados con pocos pelos negros. Al igual que el del dorso, el pelo del vientre es negro, pero allí es más corto y menos denso. Las extremidades son cortas y las delanteras tienen garras bien desarrolladas. Su fórmula dentaria es: i 3/3 c 1/1 p 2/3 m 1/2.

## Caracterización
Conepatus amazonicus difiere de C. chinga por la coloración de la cola, la cual es predominantemente blanca (negra o grisácea en C. chinga) y por las bandas dorsales blancas, las que tienden a ser más largas y estar más próximas entre sí que en C. chinga.

## Distribución y hábitat
Este zorrino es endémico del nordeste de Brasil, donde se extiende en áreas abiertas de la sabana del cerrado y arbustales de la caatinga, en los estados de Maranhão, Pará, Goiás, Piauí, Ceará, Paraíba, Pernambuco, Mato Grosso, Mato Grosso del Sur, Distrito Federal, Bahía y Minas Gerais hasta São Paulo.